# 해피투게더 (라디오 프로그램)
해피투게더는 TJB POWER FM의 퇴근길 종합정보프로그램으로 다양한 연령층의 청취자들과 함께 시사, 경제, 문화, 스포츠계의 다양한 정보를 전하고, 음악으로 서로 소통해 본다.

## 진행자
- 홍유주

## 역대 진행자
- 이명숙
- 박미려
- 강유진

## 주파수 안내
- 대전, 세종, 논산, 공주, 금산, 계룡 - FM 95.7MHz
- 당진, 서산, 예산, 홍성, 태안 - FM 96.5MHz
- 천안, 아산 - FM 95.5MHz
- 보령, 서천, 부여, 청양 - FM 96.1MHz

## 프로그램 내용

### 매일코너
1부
- 오프닝
- 순간포착, 이 노래를 잡아라! - 1초, 2초 짧은 노래힌트를 듣고, 그 순간을 포착해 노래 제목을 맞히는 노래 스무고개 시간. (점점 길게 노래힌트)

2부
- 퀴즈 탐험 궁금한 세계 - 역사퀴즈, 속담퀴즈, 이슈 퀴즈를 비롯해 건강정보와 초등과학, 생활정보 카테고리의 다양한 퀴즈를 탐험해 본다.

3부
- 월) 슬기로운 언어생활 (CS강사 김정연 출연) - 직장생활에서 점점 중요도가 높아지고 있는 CS 분야에 관한 유용한 정보를 통해 보다 슬기로운 사회생활을 기대하는 시간
- 화) 해피 잉글리쉬 (영어회화전문강사 쿼카Glen 출연) - 영어를 포기한 영포자도, 영어공부 초보자도, 즐겁게 영어공부하는 시간. 영어울렁증 극복 프로젝트! 해피잉글리쉬~!
- 수) 라떼와 차트 (레트로 음악밴드 '오드리양장점' 송주영 출연) - 나때는 말이야..라고 말하는 세대도, 밀레니얼 세대도 함께 즐길 수 있는 가요와 퀴즈가 있는 코너, 에스프레소와 우유의 절묘 한 만남처럼 신구세대를 아우르는 신개념 가요차트쇼
- 목) 고전에서 배우는 지혜 (공주대 서정호 교수 출연) - 급변하는 시대에도 여전히 우리 곁에서 빛나는 수많은 고전 속 에피소드와 다양한 일화를 통해 현대를 사는 우리에게 꼭 필요 한 삶의 지혜와 가치를 배우는 시간
- 금) 엄지~척! 당신을 안아줄게요~ - 점점 더 각박해져 가고, 칭찬에 인색한 세상에서 칭찬받아 마땅한 사람, 위안과 위로가 필요한 이들의 사연을 받아서 그들에게 칭찬과 위안이 담긴 따뜻한 마음을 전한다.

4부
- 오~ 해피 데이! - 생일, 기념일, 취업, 합격 등 다양한 축하소식 전하는 행복한 하루 마무리!
- 오늘의 한 줄 (클로징) - 하루 마무리에 좋은 명언, 속담, 명대사 한 문장으로 하루 정리

### 주말코너

#### 토요일
1부
- 오프닝

2부
- 신~곡과 함께 : 인과 연 - 새로 발표된 따끈따끈한 신곡도 들어보고 신곡과 인연이 있는 뮤지션의 노래까지 함께 하는 시간.

3부
- 누워서 책 듣기 - 주말 편안하게 들을 수 있는 라디오 오디오북

#### 일요일
1부
- 오프닝

2부
- 무비 클립 - 한 가지 테마로 묶을 수 있는 영화 2편의 가지각색 뒷얘기와 추억을 이야기하는 시간(관련 신드롬, 관객수, 유행어, OST 등)

3부
- 일요 K-POP 사전 - 한류를 이끌고 있는 K-POP의 레전드부터 신세대 K-POP스타들 의 음악이야기를 함께 하는 라디오 버전 K-POP사전.

4부
- 못다 핀 신청음악 - 주중에 못 띄운 신청곡 퍼레이드
- 오늘의 한줄 - 명언, 속담 등 한 줄 문장으로 하루 정리